# Marienstraße 5 (Hirschenhausen)

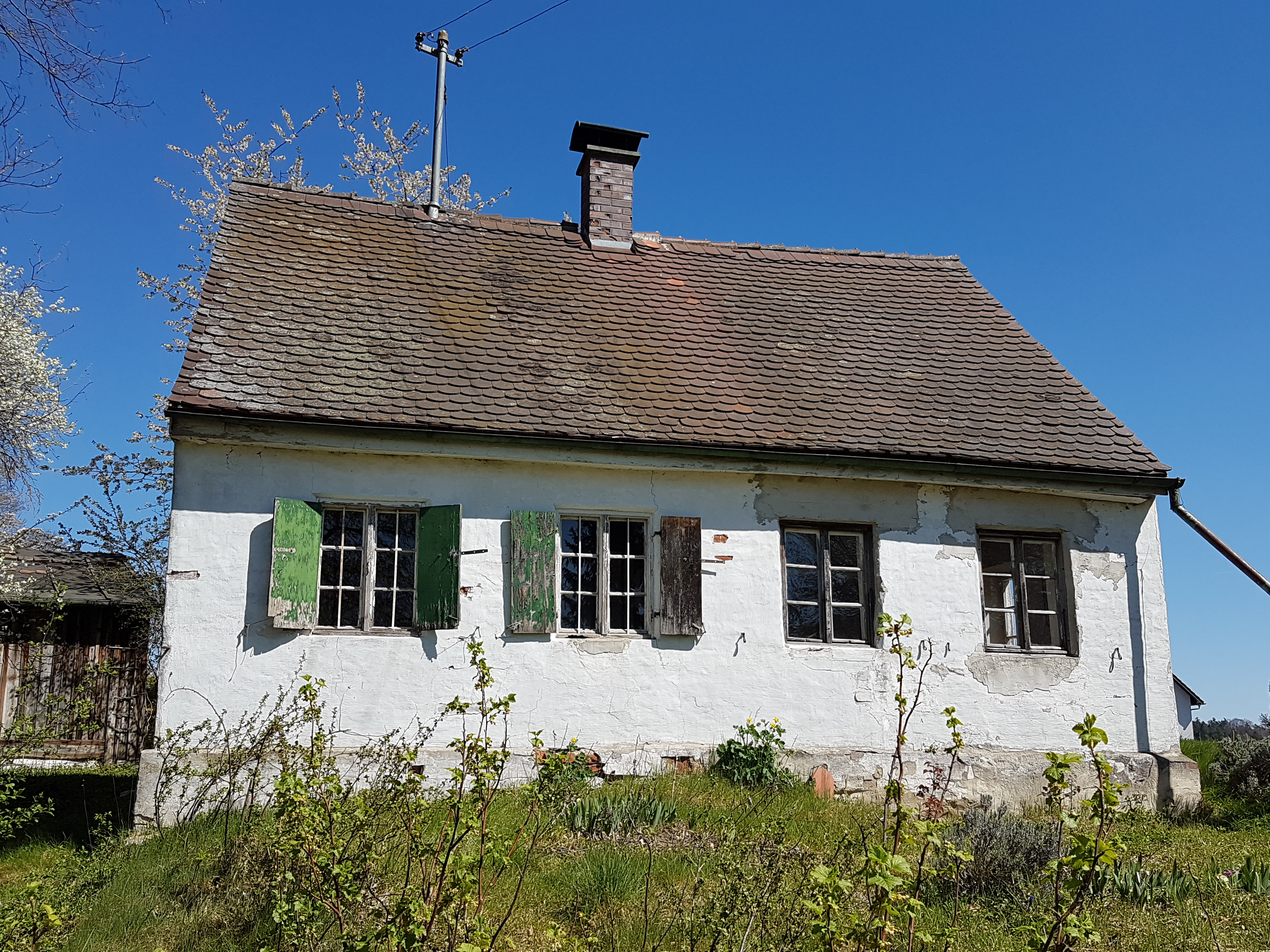
Gebäude Marienstraße 5 in Hirschenhausen (2019)

Das Gebäude Marienstraße 5 in Hirschenhausen, einem Ortsteil der Gemeinde Jetzendorf im oberbayerischen Landkreis Pfaffenhofen an der Ilm, wurde im zweiten Viertel des 19. Jahrhunderts errichtet. Das Kleinhaus ist ein geschütztes Baudenkmal.
Der erdgeschossige traufseitige Satteldachbau mit Giebelgesims scheint dem Verfall überlassen zu sein. 